# Theodor Bergmann (Sammler)

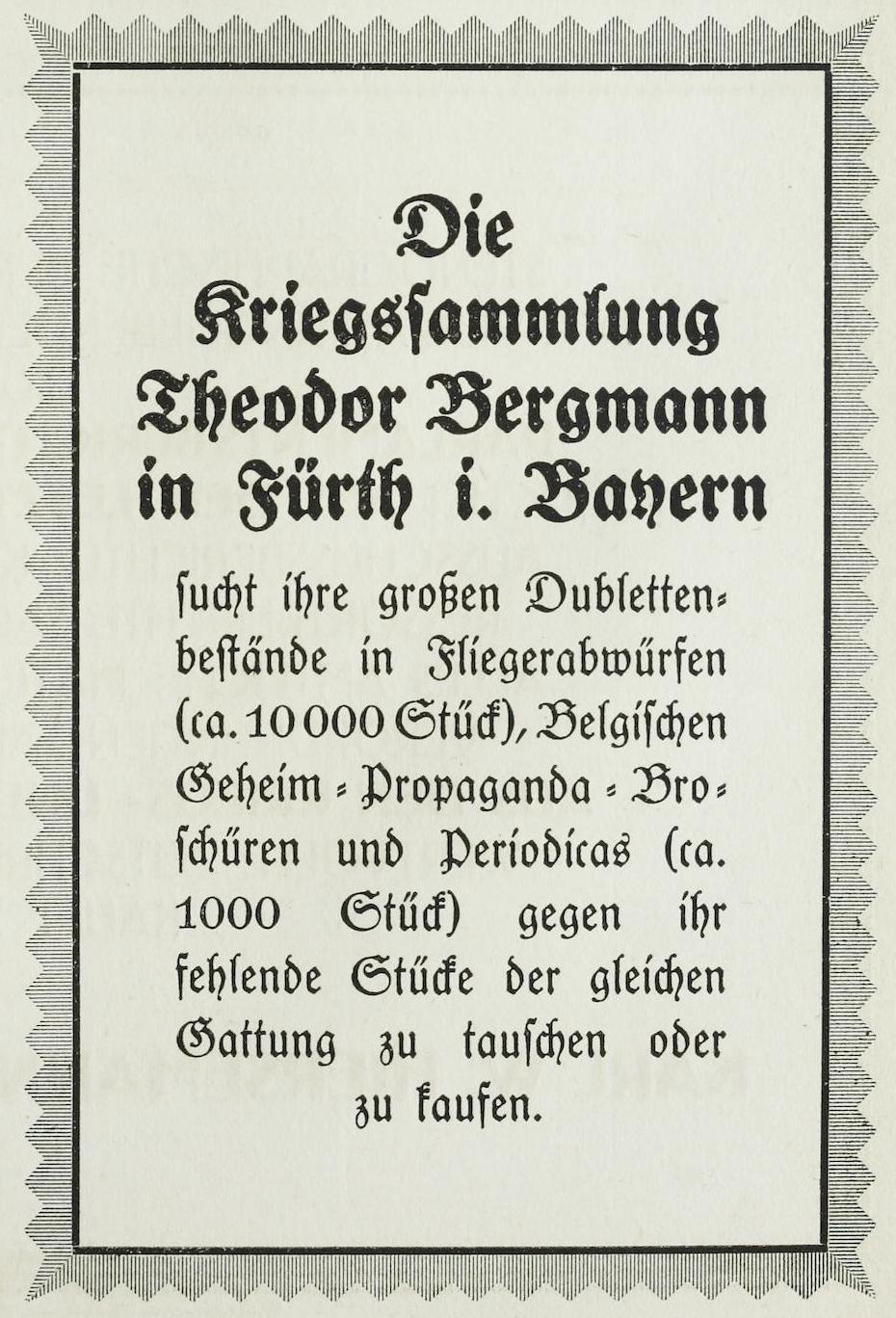
Anzeige in den „Mitteilungen“ des Verbands deutscher Kriegssammlungen von 1920

Theodor Bergmann (geboren 13. Februar 1880 in Fürth; gestorben 25. August 1934 ebenda) war ein deutscher Unternehmer und Kriegssammler im Ersten Weltkrieg. 

## Leben
Theodor Bergmann war Inhaber der Kohlengroßhandlung Samuel Bergmann in Fürth. Er besaß als Geschäftsmann sehr gute Auslandskontakte, insbesondere nach England, wo er sich vor 1914 auch längere Zeit aufhielt. 1912 heiratete er Margarete Kaufmann (1886–1941), beide hatten zwei Kinder: Ellen (geboren 1913) und Ernst Friedrich (geboren 1916), dem 1939 die Flucht nach Manchester gelang und der später nach Kanada auswanderte und 2010 als Frederick Bergmann in New York lebte.
Als Soldat nahm Theodor Bergmann nur 10 Tage am Ersten Weltkrieg teil. In der folgenden Zeit legte er dann eine der umfangreichsten privaten Kriegssammlungen des Ersten Weltkriegs an. Bis zum Ende des Ersten Weltkriegs gab es in Deutschland und Österreich-Ungarn so viele öffentliche und private Kriegssammlungen, dass 1917 sogar ein eigenes Verzeichnis „Die Kriegssammlungen“ erschien, in dem Bergmanns Sammlung jedoch noch fehlt.
Aibe-Marlene Gerdes zählt Theodor Bergmann zu den wichtigsten Akteuren der Kriegssammlerbewegung in den Jahren 1914 bis 1922. Er war Gründungsmitglied des Verbands deutscher Kriegssammlungen.
Bergmanns eigene Kriegssammlung bezog „sich auf fast alle Gebiete von Kriegsdokumenten“, mit Abstand die größte Rubrik waren dabei die Einzelnummern verschiedener Feldzeitungen. Die Sammlung umfasste 1920:
- Plakate und Maueranschläge: ca. 5000
- Fliegerabwürfe: 1100
- Fliegeraufnahmen: 700
- Stellungskarten und Kriegskarten: 1000
- Kriegszeitungen in Einzelnummern: 75.000
- Lebensmittelmarken: 2600
- Notgelder: 5600
- Siegelmarken: 500
- Briefmarken: 1000
- Bücher: 5000
- Verschiedenes: 2500 (darunter fielen: Karikaturen, Militärbefehle, Verordnungen und Kuriositäten, wie zum Beispiel „der Morsestreif über den Mobilmachungsbefehl“).[5]

Theodor Bergmann entwickelte auch eine eigene „Tauschbewertungstabelle“, die in der Zeitschrift des Verbands deutscher Kriegssammlungen 1919 vorgestellt wurde. Zu seiner eigenen Sammlung erschien 1920 eine eigene, aufwendig gestaltete Publikation mit zahlreichen Abbildungen.
Über Theodor Bergmann erschien am 23. August 1934 ein Hetzartikel in der örtlichen Presse. Aufgrund des dort geschilderten Vorgangs wurde er in sog. „Schutzhaft“ genommen. Während dieser Haft stürzte er sich aus einem oberen Stockwerk des neuen Krankenhauses. Seine Asche wurde auf dem Neuen jüdischen Friedhof beigesetzt.
Nach Bergmanns Tod wurde seine Kriegssammlung 1937 an das Staatliche Zeughaus Berlin verkauft. Teile der Sammlung befinden sich heute noch im Deutschen Historischen Museum in Berlin, große Teile sind heute nicht mehr nachweisbar.

## Ehrungen
- 1917: König Ludwig-Kreuz (1917)